# Лондон
Лондон (енгл. London; /ˈlʌndən/) је главни и највећи град Енглеске и Уједињеног Краљевства  и средиште регије Шири Лондон. Антички Лондиниум (лат. Londinium) су основали Римљани 43. године нове ере у мочварном подручју на естуару реке Темзе на чијем месту данас лежи најуже пословно језгро модерног града, Сити. Од 19. века име Лондон се односи и на сва насеља која су се развила око првобитног градског језгра, односно на подручје Ширег Лондона.
Са преко 300 различитих националности које живе на подручју данашњег града, Лондон важи за једну од најкосмополитскијих средина у Европи. Према попису из 2011. на подручју Ширег Лондона живело је 8.278.251 становника, или 12,5% целокупне популације Уједињеног Краљевства. У најужем делу града, у Ситију живи свега 7.400 становника. У ширем метрополитанском подручју 2011. живело је 13.709.000 становника. Лондон је у периоду између 1831. до 1925. по броју становника представљао највећу градску површину на свету.
Лондон се убраја међу најважније градове у свету у многим областима. Један је од најважнијих политичких, образовних, културних, трговачких, туристичких, финансијских, модних, спортских центара у свету. После Њујорка, Лондон је најважнији финансијски центар на планети а познат је и по својој незваничној титули светске културне престонице. Са 6 лондонских међународних аеродрома годишње се превезе преко 120 милиона путника, што Лондон сврстава у најпрометнији ваздушни центар на свету. Лондонски метро представља најстарији систем подземне железнице у свету и други на свету по броју превезених путника (после Шангајског). У граду раде укупно 43 универзитетске установе, због чега је Лондон и светски образовни центар. Лондон (поред Париза) је једини град који је три пута угостио највеће спортско такмичење на планети Летње олимпијске игре (1908, 1948 и 2012).
Иако град лежи на 70 km источно од ушћа реке Темзе захваљујући плимском таласу који допире све до градског средишта, Лондон се развио у велику и у светским оквирима веома важну трговачку луку (по саобраћају четврту у свету), опремљену најсавременијим уређајима за пловидбу, утовар и истовар робе. Године 1984, на Темзи код Лондона је саграђена велика брана која град штити од дејства плимних таласа који су у прошлости често имали катастрофалне последице по град (као у јануару 1953).
Захваљујући својој богатој и дугој историји у Лондону се данас налазе бројни културно историјски споменици, од којих се чак четири налазе на листи Светске баштине Унеска: Лондон тауер, Краљевска ботаничка башта Кју, Вестминстерска палата у оквиру које се налазе Вестминстерска опатија и црква свете Маргарите те историјски Гринич у којем се налази чувена Гриничка опсерваторија кроз коју пролази почетни нулти меридијан. Од осталих знаменитости треба поменути и Бакингемску палату која представља службену резиденцију британске краљевске породице, Лондонско око, трг Пикадили серкус, катедрала Светог Павла, Тауербриџ, Трафалгар Сквер, стадион Вембли и комплекс Ол Ингланд Клаба. У граду се налазе и бројне галерије, музеји, библиотеке попут у светским размерама чувених Тејт галерије, Национална галерија, Британски музеј, Британска библиотека итд.

## Етимологија
Порекло имена града Лондона је вековима било предмет дискусија и без неког прецизног објашњења. Током векова бројни историчари и лингвисти су износили разне теорије о етимологији Лондона, али велика већина њих је касније одбацивана, што због историјске што због лингвистичке неутемељености.
Међутим оно што је поуздано јесте да су на месту данашњег Ситија Римљани 43. године основали насеље које су назвали Лондиниум (лат. Londinium) и да то име има корене у предримској историји Британије (а могуће чак и из пре келтског периода). Иако само име има латинске корене његово тачно значење је непознато, тим пре што су Римљани често нова насеља означавали већ постојећим локалним именима прилагођеним латинском језику. Према једној од најраширенијих теорија име Лондинион у ствари представља древни келтски топоним који је изведен од властитог имена Лондинос које у свом саставу садржи реч лонд која у преводу означава „нешто (или неког) дивље“.{{напомена|Овакво тумачење по први пут је изнесено 1899. од стране лорда Арбое де Жубернвила и сматра се најреалнијом теоријом о пореклу имена Лондона.‍:145
У хроникама британских краљева (лат. Historia Regum Britanniae) које је 1136. написао монах Џефри од Монмута а које су препуне псеудоисторијских података (попут прича о краљу Артуру) стоји опис по коме име Лондона потиче од древног краља Луда, сина краља Хелија, који је наводно заузео град и назвао га Kaerlud.
Према теорији коју је 1998. изнео енглески лингвиста Ричард Коутс име града представља део најстарије изворне европске топонимије, и вероватно потиче од прекелтске речи Plowonida са описом хидронима изведеним из речи plew и nejd а која означава широку реку (а који се у овом случају односи на широко корито реке Темзе у том подручју). Вероватно из тог корена води порекло и келтско име Lowonidonjon које се може превести као насеље на широкој реци. Према Коутсу термин Темза се односио на део реке у горњем току који је био знатно ужи, док је Plowonida представљала доњи, шири део тока.
Велике нејасноће лингвистима и историчарима задаје веза, или боље речено не постојање исте између тадашњег латинског (Londinium) и савременог велшког назива (Llundein), а који би се у латинској форми изведеној из велшког означавао као (h)lōndinion. Међутим не треба искључити могућност да је савремени велшки назив могућно изведен из енглеског језика вековима касније, те се ова варијанта имена тешко може користити у решавању проблематике генезе имена главног града Енглеске.
Било како било, све до 1899, данашње име се службено односило само за Сити, након чега је сам термин Лондон пренесен на цело подручје око старог градског језгра (некадашња Лондонска грофовија, данас Шири Лондон).

## Географија
Подручје Ширег Лондона обухвата територију површине 1.583 km² у оквиру ког се издваја градско језгро Сити са површином од свега 2,6 km². Шире метрополитанско подручје Лондона обухвата територију од 8.832 km² суседних насеља која гравитирају ка Лондону. Река Темза у географском смислу дели град на Северни и Јужни Лондон а географски центар града налази се на раскрсници која дели Трафалгар сквер од улице Вајтхол на 51° 30′ 26″ N 00° 07′ 39″ W / 51.50722° С; 0.12750° З.

### Геологија
Територија града Лондона обухвата централни део седиментног басена у југоисточној Енглеској, који се у облику троугла са теменом на горњој Темзи у дужини од 250 km благо спушта ка Северном мору. Лондонски седиментни басен настао је као последица тектонских покрета током алпске орогенезе (током палеогена) старости између 60 и 40 милиона година. У подини басена налазе се хоризонтални седименти мезозојске старости који се настављају испод Ламанша даље ка континенту, односно ка Париском басену. Кредини седименти су продубљени ерозијом егзогених сила. У повлати басена налази се растресити материјал који представља остатак ледничке акумулације. Највећи део града лежи на терцијарним седиментима, а једино мањи делови на југу (Сатон и Кројдон) леже на обронцима кречњачког Норт Даунса. Централним делом басена протиче река Темза дуж које се простире наплавна равница која је са севера и југа ограничена нешто вишим и геолошки старијим терасама. Равница се шири идући ка истоку од градског ареала. Просечна надморска висина града износи око 23 м, најнижи делови су у долини Темзе (око 7 м) а највиши део Лондона је Вестерхем Хајтс на југоистоку са висином од 245 м.

### Река Темза
Географијом Лондона у највећој мери доминира река Темза која протиче од запада ка истоку кроз плитки Лондонски басен. Темза интензивно меандрира пролазећи кроз Лондон. Развитком града и изглед Темзе се мењао. Она је некад била знатно шира и плића него данас, често је плавила околно земљиште које је било претежно мочварних карактеристика. Међутим, интензивна регулација њеног тока изградњом насипа и брана је у великој мери изменила Темзу. Већина њених притока у подручју Лондона су данас подземне. Једна од највећих притока је река Моул која тече са југа, са Норт Даунса.
Због естуарског ушћа које је доста ниско и широко отворено ка мору Темза је подложна дејству високих плимских таласа готово целом дужином свог тока кроз Лондон, тачније све до Кингстона на Темзи. Иако удаљен преко 70 km од морске обале Лондон је у прошлости често био на удару поплава изазваних високим плимским таласима. Да би се спречиле поплаве које су у прошлости односиле бројне животе, код Вулиџа је саграђена покретна брана која се затвара само током удара плимских таласа. Радови на брани су започели 1974. и окончани су након десет година. Изградњом бране проблем са поплавама је тренутно решен, али се очекује да ће се у будућности јавити потреба за већом баријером низводније, пошто овај део Енглеске карактерише постепено потапање обале (20 cm за 100 година). Изградња нове више бране планирана је за 2070. годину.
У самом кориту Темзе, на делу тока кроз Лондон налази се неколико мањих острва од којих су највећа Чизвик Ејот, Ил Пај и Псеће острво.

### Клима
Климатске особине целе Британије, па самим тим и града Лондона су под великим утицајем Атлантског океана, што се нарочито одражава на температуру ваздуха и количину падавина. Колики је утицај топле Голфске струје најбоље говори податак да се Лондон налази на једнакој географској ширини као и Лабрадор или Камчатка које пак карактерише изразито оштра клима. Лондон (као и цела јужна Енглеска) је под утицајем благе океанске климе.
Средња годишња температура је 10 °C. Најнижа средња температура је у јануару и износи 4,2 °C док је јулски просек 17,1 °C. Температурни екстреми крећу се од −10 °C до 37,9 °C. Због испаравања и кондензације топле воде Североисточне атлантске струје (која је дрифт Голфске струје) ваздух око Лондона се одликује изузетно високом влажношћу. На исти начин настају и магле над Британским острвима. Сам град Лондон је познат по магловитом времену. Умерене температуре током летњих месеци (јунски просек 15,2 °C, августовски 16,6 °C) и обиље влаге коју западни ветрови доносе из правца океана повољно се одражавају на биљни покривач, а посебно на травнате површине.
Снежне падавине током зимских месеци су ретке, снежни покривач је доста танак и кратко се задржава. У Гриничу је током зиме у просеку 14 снежних дана. Падавине се углавном излучују у облику кише и подједнако су распоређене током целе године, са максимумом од краја септембра до краја новембра. Лондон у просеку има 145 дана годишње са падавинама. Просечна количина падавина на годишњем нивоу је 612 mm. Најсувљи месец је фебруар са око 36 mm талога.
| Клима Лондона (LHR), елевација: 25 m (82 ft), 1981–2010 нормале, екстреми 1948–садашњост | Клима Лондона (LHR), елевација: 25 m (82 ft), 1981–2010 нормале, екстреми 1948–садашњост | Клима Лондона (LHR), елевација: 25 m (82 ft), 1981–2010 нормале, екстреми 1948–садашњост | Клима Лондона (LHR), елевација: 25 m (82 ft), 1981–2010 нормале, екстреми 1948–садашњост | Клима Лондона (LHR), елевација: 25 m (82 ft), 1981–2010 нормале, екстреми 1948–садашњост | Клима Лондона (LHR), елевација: 25 m (82 ft), 1981–2010 нормале, екстреми 1948–садашњост | Клима Лондона (LHR), елевација: 25 m (82 ft), 1981–2010 нормале, екстреми 1948–садашњост | Клима Лондона (LHR), елевација: 25 m (82 ft), 1981–2010 нормале, екстреми 1948–садашњост | Клима Лондона (LHR), елевација: 25 m (82 ft), 1981–2010 нормале, екстреми 1948–садашњост | Клима Лондона (LHR), елевација: 25 m (82 ft), 1981–2010 нормале, екстреми 1948–садашњост | Клима Лондона (LHR), елевација: 25 m (82 ft), 1981–2010 нормале, екстреми 1948–садашњост | Клима Лондона (LHR), елевација: 25 m (82 ft), 1981–2010 нормале, екстреми 1948–садашњост | Клима Лондона (LHR), елевација: 25 m (82 ft), 1981–2010 нормале, екстреми 1948–садашњост | Клима Лондона (LHR), елевација: 25 m (82 ft), 1981–2010 нормале, екстреми 1948–садашњост |
| Показатељ \ Месец                                                                        | .Јан.                                                                                    | .Феб.                                                                                    | .Мар.                                                                                    | .Апр.                                                                                    | .Мај.                                                                                    | .Јун.                                                                                    | .Јул.                                                                                    | .Авг.                                                                                    | .Сеп.                                                                                    | .Окт.                                                                                    | .Нов.                                                                                    | .Дец.                                                                                    | .Год.                                                                                    |
| ---------------------------------------------------------------------------------------- | ---------------------------------------------------------------------------------------- | ---------------------------------------------------------------------------------------- | ---------------------------------------------------------------------------------------- | ---------------------------------------------------------------------------------------- | ---------------------------------------------------------------------------------------- | ---------------------------------------------------------------------------------------- | ---------------------------------------------------------------------------------------- | ---------------------------------------------------------------------------------------- | ---------------------------------------------------------------------------------------- | ---------------------------------------------------------------------------------------- | ---------------------------------------------------------------------------------------- | ---------------------------------------------------------------------------------------- | ---------------------------------------------------------------------------------------- |
| Апсолутни максимум, °C (°F)                                                              | 17,2 (63)                                                                                | 21,2 (70,2)                                                                              | 24,2 (75,6)                                                                              | 29,4 (84,9)                                                                              | 32,8 (91)                                                                                | 35,6 (96,1)                                                                              | 36,7 (98,1)                                                                              | 38,1 (100,6)                                                                             | 35,4 (95,7)                                                                              | 29,9 (85,8)                                                                              | 20,8 (69,4)                                                                              | 17,4 (63,3)                                                                              | 38,1 (100,6)                                                                             |
| Максимум, °C (°F)                                                                        | 8,1 (46,6)                                                                               | 8,4 (47,1)                                                                               | 11,3 (52,3)                                                                              | 14,2 (57,6)                                                                              | 17,9 (64,2)                                                                              | 21,0 (69,8)                                                                              | 23,5 (74,3)                                                                              | 23,2 (73,8)                                                                              | 19,9 (67,8)                                                                              | 15,5 (59,9)                                                                              | 11,1 (52)                                                                                | 8,3 (46,9)                                                                               | 15,2 (59,36)                                                                             |
| Просек, °C (°F)                                                                          | 5,2 (41,4)                                                                               | 5,3 (41,5)                                                                               | 7,6 (45,7)                                                                               | 9,9 (49,8)                                                                               | 13,3 (55,9)                                                                              | 16,4 (61,5)                                                                              | 18,7 (65,7)                                                                              | 18,5 (65,3)                                                                              | 15,7 (60,3)                                                                              | 12,0 (53,6)                                                                              | 8,0 (46,4)                                                                               | 5,5 (41,9)                                                                               | 11,3 (52,3)                                                                              |
| Минимум, °C (°F)                                                                         | 2,3 (36,1)                                                                               | 2,1 (35,8)                                                                               | 3,9 (39)                                                                                 | 5,5 (41,9)                                                                               | 8,7 (47,7)                                                                               | 11,7 (53,1)                                                                              | 13,9 (57)                                                                                | 13,7 (56,7)                                                                              | 11,4 (52,5)                                                                              | 8,4 (47,1)                                                                               | 4,9 (40,8)                                                                               | 2,7 (36,9)                                                                               | 7,43 (45,38)                                                                             |
| Апсолутни минимум, °C (°F)                                                               | −13,2 (8,2)                                                                              | −9,6 (14,7)                                                                              | −5,1 (22,8)                                                                              | −2,6 (27,3)                                                                              | −0,9 (30,4)                                                                              | 1,5 (34,7)                                                                               | 5,6 (42,1)                                                                               | 5,9 (42,6)                                                                               | 1,8 (35,2)                                                                               | −3,3 (26,1)                                                                              | −7,0 (19,4)                                                                              | −11,8 (10,8)                                                                             | −13,2 (8,2)                                                                              |
| Количина падавина, mm (in)                                                               | 55,2 (2,173)                                                                             | 40,9 (1,61)                                                                              | 41,6 (1,638)                                                                             | 43,7 (1,72)                                                                              | 49,4 (1,945)                                                                             | 45,1 (1,776)                                                                             | 44,5 (1,752)                                                                             | 49,5 (1,949)                                                                             | 49,1 (1,933)                                                                             | 68,5 (2,697)                                                                             | 59,0 (2,323)                                                                             | 55,2 (2,173)                                                                             | 601,7 (23,689)                                                                           |
| Дани са падавинама (≥ 1.0 mm)                                                            | 11,1                                                                                     | 8,5                                                                                      | 9,3                                                                                      | 9,1                                                                                      | 8,8                                                                                      | 8,2                                                                                      | 7,7                                                                                      | 7,5                                                                                      | 8,1                                                                                      | 10,8                                                                                     | 10,3                                                                                     | 10,2                                                                                     | 109,6                                                                                    |
| Сунчани сати — месечни просек                                                            | 61,5                                                                                     | 77,9                                                                                     | 114,6                                                                                    | 168,7                                                                                    | 198,5                                                                                    | 204,3                                                                                    | 212,0                                                                                    | 204,7                                                                                    | 149,3                                                                                    | 116,5                                                                                    | 72,6                                                                                     | 52,0                                                                                     | 1.632,6                                                                                  |
| Извор #1: Met Office Royal Netherlands Meteorological Institute                          |                                                                                          |                                                                                          |                                                                                          |                                                                                          |                                                                                          |                                                                                          |                                                                                          |                                                                                          |                                                                                          |                                                                                          |                                                                                          |                                                                                          |                                                                                          |
| Извор #2: Current Results - Weather and Science                                          |                                                                                          |                                                                                          |                                                                                          |                                                                                          |                                                                                          |                                                                                          |                                                                                          |                                                                                          |                                                                                          |                                                                                          |                                                                                          |                                                                                          |                                                                                          |

| Клима Лондонског метереолошког центра, 2001–2014 нормале | Клима Лондонског метереолошког центра, 2001–2014 нормале | Клима Лондонског метереолошког центра, 2001–2014 нормале | Клима Лондонског метереолошког центра, 2001–2014 нормале | Клима Лондонског метереолошког центра, 2001–2014 нормале | Клима Лондонског метереолошког центра, 2001–2014 нормале | Клима Лондонског метереолошког центра, 2001–2014 нормале | Клима Лондонског метереолошког центра, 2001–2014 нормале | Клима Лондонског метереолошког центра, 2001–2014 нормале | Клима Лондонског метереолошког центра, 2001–2014 нормале | Клима Лондонског метереолошког центра, 2001–2014 нормале | Клима Лондонског метереолошког центра, 2001–2014 нормале | Клима Лондонског метереолошког центра, 2001–2014 нормале | Клима Лондонског метереолошког центра, 2001–2014 нормале |
| Показатељ \ Месец                                        | .Јан.                                                    | .Феб.                                                    | .Мар.                                                    | .Апр.                                                    | .Мај.                                                    | .Јун.                                                    | .Јул.                                                    | .Авг.                                                    | .Сеп.                                                    | .Окт.                                                    | .Нов.                                                    | .Дец.                                                    | .Год.                                                    |
| -------------------------------------------------------- | -------------------------------------------------------- | -------------------------------------------------------- | -------------------------------------------------------- | -------------------------------------------------------- | -------------------------------------------------------- | -------------------------------------------------------- | -------------------------------------------------------- | -------------------------------------------------------- | -------------------------------------------------------- | -------------------------------------------------------- | -------------------------------------------------------- | -------------------------------------------------------- | -------------------------------------------------------- |
| Максимум, °C (°F)                                        | 8,5 (47,3)                                               | 8,9 (48)                                                 | 11,7 (53,1)                                              | 15,7 (60,3)                                              | 18,6 (65,5)                                              | 22,4 (72,3)                                              | 23,6 (74,5)                                              | 23,2 (73,8)                                              | 20,8 (69,4)                                              | 16,1 (61)                                                | 11,9 (53,4)                                              | 8,6 (47,5)                                               | 15,83 (60,51)                                            |
| Просек, °C (°F)                                          | 6,8 (44,2)                                               | 6,8 (44,2)                                               | 8,8 (47,8)                                               | 12,0 (53,6)                                              | 14,8 (58,6)                                              | 18,3 (64,9)                                              | 19,6 (67,3)                                              | 19,4 (66,9)                                              | 17,3 (63,1)                                              | 13,5 (56,3)                                              | 10,0 (50)                                                | 7,0 (44,6)                                               | 12,86 (55,13)                                            |
| Минимум, °C (°F)                                         | 5,0 (41)                                                 | 4,7 (40,5)                                               | 5,8 (42,4)                                               | 8,2 (46,8)                                               | 10,9 (51,6)                                              | 14,1 (57,4)                                              | 15,5 (59,9)                                              | 15,5 (59,9)                                              | 13,7 (56,7)                                              | 10,9 (51,6)                                              | 8,0 (46,4)                                               | 5,4 (41,7)                                               | 9,81 (49,66)                                             |
| Извор #1: Weather Online                                 |                                                          |                                                          |                                                          |                                                          |                                                          |                                                          |                                                          |                                                          |                                                          |                                                          |                                                          |                                                          |                                                          |
| Извор #2: Tutiempo                                       |                                                          |                                                          |                                                          |                                                          |                                                          |                                                          |                                                          |                                                          |                                                          |                                                          |                                                          |                                                          |                                                          |

## Историја

### Праисторија и антика
Два скорашња открића сугеришу да би Лондон можда могао бити старији него што се раније мислило. Године 1999. су откривени остаци моста из бронзаног доба на обали северно од мост Воксхол. Овај мост је или премошћавао Темзу, или је ишао до (несталог) острва на реци. Дендрологијом је утврђена старост дрвета до 1500. п. н. е. Године 2010. на обали Темзе јужно од моста Воксхол су откривени темељи велике дрвене грађевине, која је датирана на 4500. п. н. е. Функција ове мезолитске грађевине није позната, али она покрива површину од најмање 50m x 10m, а бројни стубићи од око 30 cm су видљиви при нижем водостају. Обе грађевине су на месту на ком река Ефра утиче у Темзу и 4 km узводно од римског Лондинијума. Напори начињени да се подигну ове грађевине подразумевају трговину, стабилност и величину заједнице од најмање неколико стотина особа.
Иако постоје докази о разбацаним бритонским насељима у овом крају, прво велико насеље је основано за време Римљана 43. нове ере. Ово насеље је постојало само седамнаест година, пошто га је током Будикиног устанка спалило племе Ицени. После устанка град је обновљен и напредовао је, тако да је 100. године нове ере заменио Камолодунум (Колчестер) као административни центар римске провинције Британије. На свом врхунцу у 2. веку Лондинијум је имао око 60.000 становника.

### Средњи век
Са колапсом римске власти почетком 5. века, Лондинијум је био напуштен. До 7. века Англи и Саси су основали ново насеље названо Лунденвик око 2 km узводно од старог римског насеља, на месту где се данас налази Краљевска опера.
Врло је могуће да је постојала лука на ушћу реке Флит намењена риболову и трговини, и да је у њему трговина светала, све док насеље нису освојили Викинзи и приморали његове становнике да се преселе на исток, назад на место римског Лондинијума, да би искористили његове зидине за заштиту. Викиншки напади су постајали све опаснији, све до 886. године када је Алфред Велики поново освојио Лондон и склопио мир са данским вођом Гутрумом. Првобитно саксонско насеље Лунденвик је постало Елдвик (стари град), а то име је преживело све до данас као Олдвич, који се налази у данашњем граду Вестминстеру. Након уједињења Енглеске у 10. веку, Лондон је, као већ највећи град у држави и важан трговачки центар, је постао све више важнији као политички центар, иако се још увек такмичио са Винчестером, традиционалним центром краљевства Весекс.
Кнут Велики преузео је енглеско пријестоље године 1016, владајући градом и земљом до 1035, када је његова смрт резултовала повратком под саксонску власт под његовим побожним посинком Едвардом Исповедником, једним од суоснивача Вестминстерске опатије и суседне Вестминстерске палате. Лондон је био далеко највећи и најбогатији град у Енглеској у раздобљу од 11. до 13. века, премда је службено седиште власти и даље било у Винчестеру. Након битке код Хејстингса, Вилијам I Освајач, тада војвода од Нормандије, крунисан је за краља у тек довршеној Вестминстерској опатији на Божић 1066. Вилијам је грађанима Лондона поделио посебне повластице, док је ради контроле над грађанством на југоистоку града наредио изградњу здања данас познатог као лондонски Тауер.
1097, краљ Вилијам II започео је градњу Вестминстерске дворане, у близини истоимене опатије, који је био темељ нове Вестминстерске палате, главне краљевске резиденције кроз средњи век. Вестминстер је постао седиште краљевског двора и владе, док је суседни лондонски град био пословно и трговачко средиште, просперитетно под јединственом властитом управом, Корпорацијом града Лондона. Године 1191, добија самоуправу. 1100. популација је износила 18.000 становника, док је до 1300. нарасла на скоро 100.000 становника. Постојала је знатна јеврејска популација док нису 1290. изгнани из Енглеске прогласом краља Едварда I
Катастрофа је погодила град када је у доба куге средином 14. века изгубио трећину становништва. Осим инвазије за време сељачког устанка Вота Тајлера 1381, Лондон је остао релативно неокрзнут разним грађанским ратовима током средњег века.

### Рани нови век
За време династије Тјудор, реформација је условила поступни прелазак ка протестантизму, а већи део Лондона је из црквених поседа прешао у приватна власништва. Развијао се меркантилизам те су основане монополистичке трговачке компаније као Британска источноиндијска компанија. Ширењем трговине у Нови свет, Лондон је постао главна лука Северног мора, с имигрантима који су пристизали из Енглеске и иностранства. Становништво је нарасло с процењених 50.000 1530. године на око 225.000 1605. У 16. веку Вилијам Шекспир и његови савременици живели су у Лондону у доба непријатељства према развоју позоришта. До краја ере Тудора 1603, Лондон је још био урбанистички врло збијен, у доба кад се збио и покушај убиства краља Џејмса I у Вестминстеру 5. новембра 1605, током Барутне завере.
Почетком 17. века, Лондон је био погођен епидемијама с Великом лондонском кугом 1665–1666 као врхунцем, која је усмртила до 100.000 људи, или једну петину укупног становништва. 1666. избио је Велики пожар у Лондону који се брзо проширио кроз дрвене зграде. Обнову, која је трајала више од десет година, надгледао је као лондонски надзорник Роберт Хук. Године 1708. Кристофер Рен је довршио своје ремек-дело, катедралу светог Павла. За време георгијанског доба, изграђене су на западу нове четврти, као што је Мејфер, и нови мостови преко Темзе који су охрабрили развој јужног Лондона. На истоку, лондонска лука проширила се низводно. 1762. краљ Џорџ III купио је Бакингемску палату, данашњу краљевску резиденцију, која је проширивана током идућих 75 година. У 18. веку Лондон је био погођен криминалом, те су 1750. као прва професионална полиција основани Bow Street Runners. Кафане су постале популарним местом дебате и размене идеја, с растућом Флит постала средиште британског новинарства.

### 19. век и савремено доба
Лондон је био највећи град на свету од око 1831. до 1925. Растућа саобраћајна загушења довела су до прве локалне градске железничке мреже у свету. Metropolitan Board of Works који је надгледао експанзију инфраструктуре 1889. године замењен је Саветом Лондонске Грофовије (London County Council), првом изабраном градском управом. Бомбардовања немачког Луфтвафеа за време Другог светског рата усмртила су преко 30.000 грађана Лондона и уништила бројне стамбене и друге зграде по целом граду. Непосредно након рата, одржане су Олимпијске игре 1948. на изворном стадиону Вембли, у доба када се град тек опорављао од рата. Године 1951. у јужном Лондону одржан је сајам Фестивал Британије. Велики смог из 1952. довео је 1956. године до Закона о чистом ваздуху који је докрајчио угљени смог по којем је Лондон био злогласан. Од 1950-их па надаље у Лондону су се настанили многи имигранти, већином из земаља Комонвелта као што су Јамајка, Индија, Бангладеш и Пакистан, што је Лондон учинило једним од најразноликијих градова у Европи.
Почевши од средине 1960-их, Лондон је постао светско средиште културе младих, што је било посебно истакнуто Swinging London супкултуром повезаном с улицом Carnaby. Улога града трендсетера поново је оживљена у доба панка. 1965. лондонске административне границе проширене су ради обухватања растућих градских подручја, па је основан нови Савет Ширег Лондона. За време сукоба у Северној Ирској од краја 1960-их надаље, Лондон је био мета терористичких напада Привремене ИРА-е. Расна неједнакост била је наглашена бунтом у Брикстону 1981. Популација Лондона стално је опадала у деценијама након Другог светског рата, од процењеног врхунца од 8,6 милиона 1939, до око 6,8 милиона 1980-их. Главне луке Лондона премештене су низводно у Феликстову и Тилберију, док је зона лондонских докова постала жариште обнове. Брана Thames Barrier довршена је 1980-их ради одбране Лондона од плимних таласа Северног мора. Савет Ширег Лондона укинут је 1986, што је Лондон оставило као једини велики метрополис у свету без средишње управе. 2000, општа градска управа је обновљена, оснивањем Управе Ширег Лондона. Поводом прослава почетка 21. века, изграђени су Millennium Dome и Лондонско око. Дана 7. јула 2005, неколико возова подземне железнице и аутобус нападнути су у низу терористичких напада.

## Подручје Лондона
Будући да је подручје Лондона насељено већ око два миленијума тешко је прецизно дефинисати докле се он у ствари протеже. Историјски центар Лондона је његов веома мали део који носи име Град Лондон (City of London). Административно говорећи, Град Лондон у ствари и јесте град који чак има и сопствене полицијске снаге независне од Метрополитан Полиције. Остатак Лондона је административно подељен у 32 општине (municipalities) од којих једна има статус града и то је Град Вестминстер (City of Westminster). Битно је нагласити да статус града додељује монарх, те да је ово више традиционална почаст него што је суштински исказ аутономије неке заједнице.
Конкретније, за географску дефиницију Лондона као града се често користи термин Шири Лондон. Шири Лондон је уједно и највиши административни степен лондонске аутономије и чини једну од 9 регија Енглеске.
Иако незванично, опште-прихваћена граница Ширег Лондона (који постаје синониман са Лондоном) је кружни М25 ауто-пут који са свих страна опкружује град.
Центар Лондона су први пут обележили Римљани Лондонским каменом. Узима се да је данашњи центар близу Черинг Кроса.
Интересантна је и чињеница да је Лондон, будући да Британија нема строг писани Устав, у ствари само де факто престоница јер то нигде није озваничено у строгој форми.

## Управа
Извршна власт у Лондону је подељена између Управе Ширег Лондона (енгл. Greater London Authority) и општинских самоуправа.
Управа Ширег Лондона је одговорна за стратешко планирање, економски развој, полицију, противпожарну заштиту и транспорт на нивоу целог Ширег Лондона. На челу Управе налази се градоначелник који има извршну власт и широку слободу деловања. Бира се директно на изборима. Други део Управе чини Скупштина чија је улога претежно надзорна и консултативна. Скупштина има моћ да двотрећинском већином одбије градоначелников предлог буџета. Управа Ширег Лондона је новијег датума и основан је 2000. Заменио је ранији орган — Савет Ширег Лондона. Садик Кан је тренутни градоначелник.
Општинске самоуправе су задужене за све остале аспекте управљања. Изузетак је здравство којим се управља са националног нивоа. Општинских самоуправа има 32. Градом Лондон, који ужива традиционалан степен аутономије, управља Корпорација Лондона и Лорд градоначелник. У складу са тим, Град Лондон има сопствену полицију која није под контролом Управе Ширег Лондона односно није део Метрополитан Полиције.
За Лондон је британском Парламенту резервисано 74 посланичких места.

## Становништво
Према процени, у граду је 2008. живело 7.554.236 становника.
| 1981.     | 1991.     | 2001.     | 2011.     |
| --------- | --------- | --------- | --------- |
| 6.574.009 | 6.638.109 | 7.172.091 | 8.278.251 |

Популација Лондона се од оснивања града стално повећава. Овај тренд је био нарочито изражен за време и после индустријских револуција. Лондон је до 1925. године био град са најбројнијим становништвом да би га престигао Њујорк. Данашњих 7.429.200 становника (2004) чине Лондон другим најнасељенијим градом Европе и првим ЕУ.
Становништво Лондона је веома разноврсно у расном, етничком и религијском погледу. Британија је била посебно отворена за имигранте у периоду после Другог светског рата и распада Британске Империје а већина имиграната се населила управо у Лондону. По попису из 2001. чак 22% становника је рођено ван подручја ЕУ. Степен асимилације је генерално велики.
На истом попису, 71% становништва чине белци, 11% црнци, 10% су азијског порекла, 3% мешаног порекла. Већинска религија је хришћанство (58,2%), следи га велики број атеиста (15,8%), затим муслимана (7,2%), хиндуса (4,1%) и Јевреја (2,1%).
Ови подаци се, ипак, односе на 32 званичне општине Лондона заједно са Градом Лондон и не укључују ширу област града. Процене говоре да популација лондонског метрополитског подручја премашује цифру од 12 милиона људи.

## Привреда

### Саобраћај
Лондон има једну од највећих и најкомплекснијих саобраћајних мрежа на свету. Јавни транспорт је у надлежности Управе Ширег Лондона односно тела, чије руководство именује градоначелник, под називом Саобраћај за Лондон (енгл. Transport for London). Иако се јавни превоз константно унапређује често се наилази на проблеме. У склопу припрема за Олимпијске игре 2012. очекују се инвестиције од око 10,5 милијарди евра само у јавни превоз.
Окосницу поменутог система чини Лондонски метро (енгл. London Underground) који је уједно најстарији светски метро. И поред тога, највећи број путника годишње превезе мрежа аутобуских линија које се користе углавном за краћа, локална путовања. Броји неколико стотина линија и један од највећих светских возних паркова. Измештањем Луке Лондон са њене првобитне локације (Докландс (Докови) — ен. Docklands) велики део источног Лондона остао је отворен за развитак. У ту сврху изграњен је и систем лаког метроа — Докландска лака железница (енгл. Docklands Light Railway). Лондон има и релативно малу трамвајску мрежу. Лондон има низ железничких станица од којих су 14 почетне и крајње за многе домаће и међународне линије. Британска железница је приватизована тако да сваку од станица опслужује генерално по један превозник са поласцима за тачно одређену регију. Многе од станица се налазе у најужем центру, као што је рецимо Черинг Крос. Са Вотерлу Интернашонал станице полазе Еуростар возови за Француску и Белгију.
Саобраћај личним возилима је у Лондону крајње непрактичан. Већина краћих путовања и путовања у центар се обавља јавним превозом. Лондон има релативно добро развијену путну мрежу, која, међутим, као и у сваком већем граду, има константних проблема са превеликим бројем возила и закрченошћу. Основни ауто-пут који опкружује Лондон је М25 ауто-пут који чини спољашњи прстен око Лондона. Два мања ауто-пута — Северни Кружни и Јужни Кружни — чине унутрашњи прстен. Мали број путева веће категорије продире и унутрашњост Лондона. Улазак у централни део Лондона се, како би се смањио број возила у центру, од 2003. године наплаћује 8 фунти по дану. Ова зона наплате се назива Congestion charge zone. 2007. ова зона ће бити проширена.
Лука Лондон је једна од највећих светских лука, мада се, после измештања, формално не налази у оквирима Ширег Лондона. Годишњи промет робе је 50 милиона тона.
У подручју Лондона налази се пет великих аеродрома. Хитроу (Heathrow — најпрометнији светски аеродром) и Гетвик (Gatwick) су велики међународни аеродроми док се Лутон (Luton) и Стенстед (Stansted) користе углавном за краће регионалне летове. Аеродром Лондон-Сити (London City) је најмањи и налази се најцентралније. Користе га  углавном пословни корисници и власници приватних летелица.

## Партнерски градови
- Берлин
- Мумбај
- Њујорк
- Алжир
- Софија
- Москва
- Токио
- Пекинг
- Карачи
- Загреб
- Техеран
- Арекипа
- Делхи
- Богота
- Јоханезбург
- Куала Лумпур
- Осло
- Sylhet
- Шангај
- Баку
- Буенос Ајрес
- Истанбул
- Лос Анђелес
- Подгорица
- Њу Делхи
- Пном Пен
- Џакарта
- Амстердам
- Букурешт
- Санто Доминго